# تونل نیایش
تونل نیایش در بخش شمالی شهر تهران و در محدوده مناطق ۱ و ۲ شهرداری قرار گرفته‌است. برخلاف تونل‌های توحید و رسالت، این تونل شامل دو رشته موازی هم می‌باشد که در بیشتر مسیر ۱۳۰ متر با هم فاصله دارند. مسیر ترافیک در تونل شمالی از شرق به غرب و در تونل جنوبی، غرب به شرق است. برای اولین بار در ایران، در میانه مسیر تونل‌های اصلی، تونل‌های دیگری منشعب می‌گردد. در تونل شمالی، تونل کردستان با طول ۹۵۰ متر (با طولی هم اندازه تونل رسالت) از آن منشعب می‌گردد که با اتصال به بزرگراه کردستان جنوب، مسیر دسترسی به مرکز شهر و بزرگراه شهید همت را مهیا می‌کند. همچنین بزرگراه کردستان شمال با تونلی به طول ۱۹۴ متر به تونل جنوبی متصل می‌گردد که تسهیل ترافیک به شرق را ایجاد می‌کند. مجموع طول تونل‌های اصلی این تونل به عنوان دومین تونل بلند راه شهری بدون احتساب رمپ‌ها ۶۶۵۸ متر است. مجموع طول تونل‌های اصلی و دسترسی با رمپ‌ها ۱۰۲۵۲ متر است.
اجرای تونل‌های اصلی پس از تجهیز کارگاه در ۶ فروردین ۱۳۹۰ آغاز شد که در پایان سال ۱۳۹۰ کل عملیات حفاری با حجم ۱٬۱۰۰٬۰۰۰ متر مکعب پایان یافت. میانگین حفاری این تونل ۱۸٫۵ متر در روز به روش NATM بوده‌است که با توجه به ابعاد تونل جزو سریعترین عملیات اجرایی با این روش در دنیا می‌باشد.
حجم بتن ریزی ۲۷۰٬۰۰۰ متر مکعب بوده‌است که بیش از ۹۵ درصد آن در مدت ۷ ماه انجام شد. میانگین بتن ریزی تمام مقطع تونل ۳۰ متر در روز بوده‌است.

## ویژگی تونل نیایش
- حفاری تونل با قطر ۱۸ متر در روباره ای کمتر از قطر تونل در طول ۲٫۵ کیلومتر، در خاک آبرفتی و در محیط شهری از شاخصه‌های این پروژه است. در تونلسازی معمولاً روباره با دو برابر قطر تونل حفاری انجام می‌گیرد.
- حفاری تونلی دوراهی‌ها در محل‌هایی با روباره ۱۵ متر، در حالیکه عرض مقطع حفاری ۳۰ متر و ارتفاع آن ۱۹ متر است (ارتفاع آن به اندازه یک ساختمان ۶ طبقه است) این دو راهی‌ها بزرگترین مقطع حفاری تونلی در دنیا با سطح مقطع ۴۷۰ متر مربع در مناطق آبرفتی است.
- حفاری این تونل با ابزار دقیق سطحی و زیرزمینی کنترل شده‌است. این عمل نه تنها باعث شده‌است که بدون ریزش و تلفات انسانی این تونل حفاری بشود بلکه هزینه تحکیم اولیه کاهش یافته‌است و علاوه بر آن به دلیل افزایش سرعت حفاری، هزینه‌های اجرا کاهش یافته‌است.
- استفاده از پیامک و پست الکترونیکی برای اطلاع‌رسانی نتایج ابزار دقیق به عنوان شاخصه کنترل ایمنی حفاری و عملیات اجرایی حفاری، بتن ریزی و ITS بصورت روزانه برای کنترل نرم‌های برنامه‌ریزی شده توسط مدیران ارشد کارفرما، مشاور و پیمانکار یکی دیگر از شاخصه‌های پروژه است.
- با استفاده از ابتکارات خاصی، آرماتوربندی پوشش نهایی بصورت صنعتی انجام می‌گردد که خود باعث کاهش زمان اجرای عملیات بتن ریزی شده و متعاقباً کاهش هزینه‌های اجرا شد.

## شاخصه‌های پروژه حین بهره‌برداری
- در تونل نیایش از آخرین استانداردهای ایمنی اروپا استفاده شده‌است. در این تونل خروجی‌های اضطراری بین تونلی ایجاد شده‌اند و دسترسی‌های به سطح نیز اجرا شده‌است که در صورت لزوم امکان تخلیه تونل وجود دارد. این خروجی‌ها با استفاده از رنگ سبز روی دیواره تونل، چراغهای LED سبز رنگ و تابلوهای خروجی کاملاً مشخص شده‌اند.
- در این تونل اتاقک‌های اضطراری وجود دارد که امکان ارتباط با ساختمان کنترل مرکزی از جانب استفاده‌کنندگان از تونل وجود دارد. این اتاقک‌ها دارای درب ضد حریق بوده و یک ساعت در برابر حریق مقاوم می‌باشند.
- سیستم اطفا حریق این تونل آبی بوده و شامل دو خط اصلی در هر تونل می‌باشد. (منحصر بفرد و فراتر از استانداردهای تونلی) یک خط آن در مجاورت باند تندرو برای تغذیه ماشین‌های آتش‌نشانی در نظر گرفته شده‌است و یک خط دیگر آن که در مجاورت باند کندرو هر ۴۵ متر به جعبه‌های آتش‌نشانی متصل است، برای استفاده شهروندان در هنگام حادثه در نظر گرفته شده‌است. در جعبه‌های آتش‌نشانی ۲ عدد کپسول اطفا نیز در نظر گرفته شده‌است.
- به منظور کنترل تجهیزات نصب شده در تونل نیایش، از سیستم هوشمند تونل، مطابق با آخرین استانداردهای اروپا، استفاده شده‌است
با توجه به سیستم‌های ایمنی نصب شده و تأسیسات تهویه و اطفا حریق، تونل نیایش از امن‌ترین تونل‌های شهری دنیا می‌باشد.

## مسیر تونل
| شرق به غرب | شرق به غرب             | شرق به غرب |
| ---------- | ---------------------- | ---------- |
|            | پل صدر                 |            |
|            | بزرگراه صدر            |            |
|            | بزرگراه کردستان        |            |
|            | بزرگراه هاشمی رفسنجانی |            |
| غرب به شرق |                        |            |